# Moldava nad Bodvou
Moldava nad Bodvou (på tyska Moldau an der Bodwa, på ungerska Szepsi) är en stad med omkring 9 900 (2005) invånare i Slovakien, sydväst om Košice.